# Ungla (botànica)

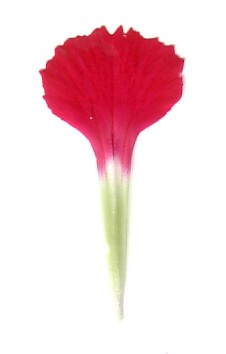
Pètal d'una espècie de clau (Dianthus sp.), dividit en ungla (a sota) i làmina (a sobre)

L'ungla és una secció d'un pètal o fulles del tèpal en plantes amb un periant de fulles lliures sobre de flors, que està clarament separada de la secció superior més àmplia dels pètals, la làmina s'estreny com una tija.